# 西中島南方駅
西中島南方駅（にしなかじまみなみがたえき）は、大阪府大阪市淀川区西中島一丁目にある、大阪市高速電気軌道 (Osaka Metro) 御堂筋線の駅。駅番号はM14。

## 接続する鉄道路線
- 阪急電鉄
  - 阪急京都本線（南方駅）

地下鉄堺筋線と阪急千里線（相互直通運転）の連絡乗車券は天神橋筋六丁目駅経由指定であり、当駅での直接乗り継ぎはできない。

## 歴史

### 年表
- 1964年（昭和39年）9月24日：1号線（現在の御堂筋線）の梅田 - 新大阪間開通とともに開業。
- 1974年（昭和49年）7月22日：分区により駅の所在地が東淀川区から淀川区に変更となる。
- 2018年（平成30年）4月1日：大阪市交通局の民営化により、所属事業者・管轄が大阪市高速電気軌道 (Osaka Metro) に変更。
- 2021年（令和3年）1月23日：可動式ホーム柵の使用を開始[1]。

### 駅名の由来
大阪で初めて2つの地名を合体させた駅名といわれている。駅名の決定にあたっては、周辺住民から旧自治体名（西成郡西中島町）に由来する広域地名である「西中島」と、西中島町の9大字の一つで、阪急の駅と同名である「南方」の2つの案が提示されていたが、両案を合体させる形で決着した経緯がある。ただし、阪急の駅は「みなみかた」と清音であるのに対し、当駅は「にしなかじまみなみがた」と濁音である。異なる地名が合体する例はOsaka Metroの駅名ではよく見られ、特に谷町線に多い。

## 駅構造
幅4.2メートルの相対式ホーム2面2線を有する高架駅。
軌道およびホームは国道423号（新御堂筋）の双方車線に挟まれる位置にあり、地上を走行する阪急京都本線を高架でまたいでいる（高さ地上約5メートル）。改札口は駅の南北両端の地上部にある。
他の御堂筋線の高架駅は島式ホームなのに対して、当駅は唯一相対式ホームとなっている。これは、当初は他駅と同様に島式ホームにする予定だったが、周辺の区画整理事業の遅れにより、御堂筋線の建設が新御堂筋との同時施工から通常の用地買収方式での御堂筋線のみの単独施工に変更されたため、相対式ホームに設計が変更されたことによる。
昇降設備は、北改札内、南改札内ともに各ホームに上りエスカレーターとエレベーターがある。
新大阪駅とは駅間距離がわずか700mしか離れておらず、当駅ホームから新大阪駅ホームや停車中の列車がよく確認できる。
トイレは北改札内、南改札内のそれぞれにあり、どちらもオストメイトに対応した多機能トイレがある。
当駅は梅田管区駅に所属し、中津駅が管轄している。

### のりば
| 番線 | 路線     | 行先                               |
| ---- | -------- | ---------------------------------- |
| 1    | 御堂筋線 | 梅田・なんば・天王寺・なかもず方面 |
| 2    | 御堂筋線 | 新大阪・江坂・箕面萱野方面         |

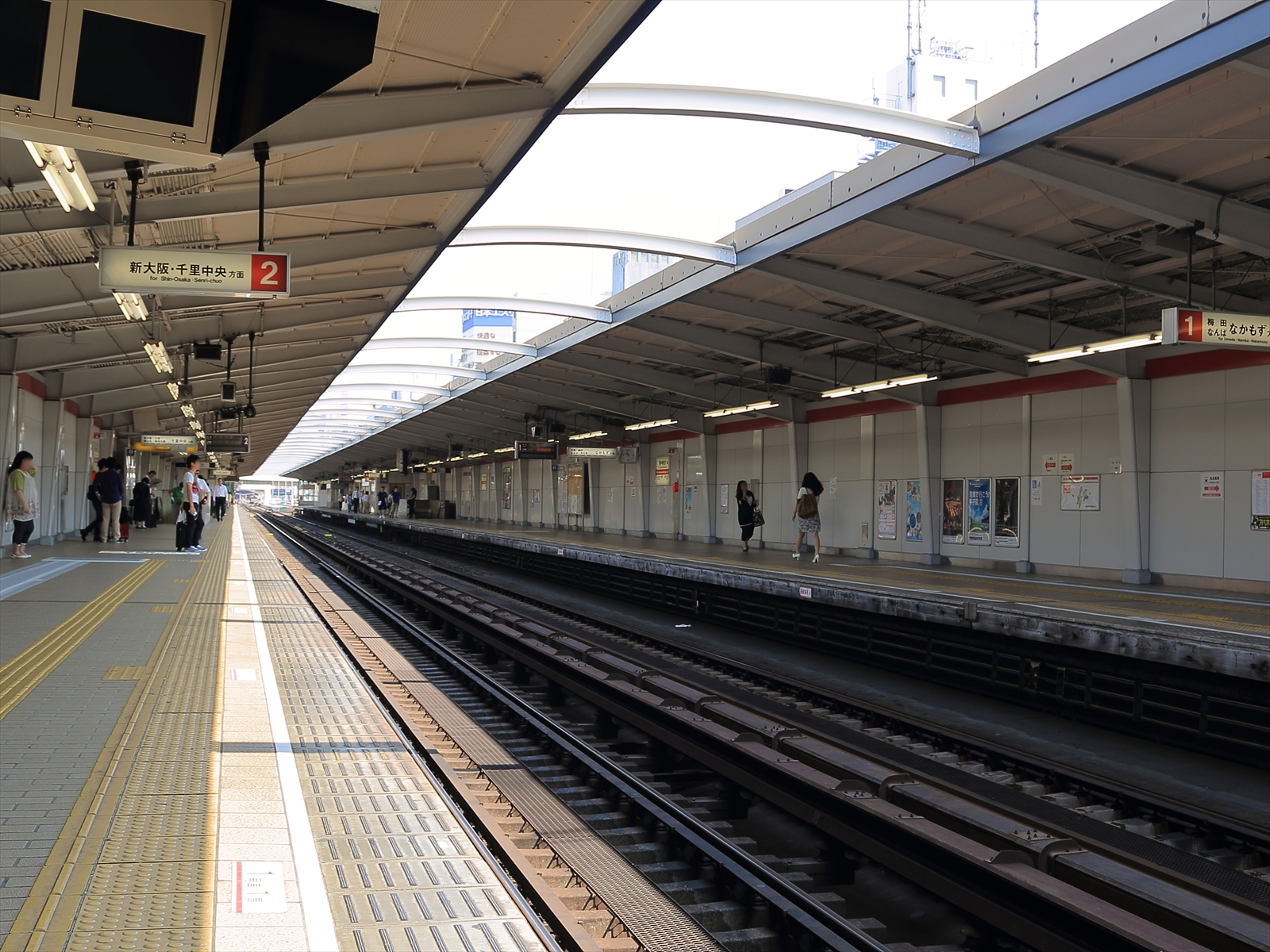
ホーム柵設置前のホーム（2015年8月）
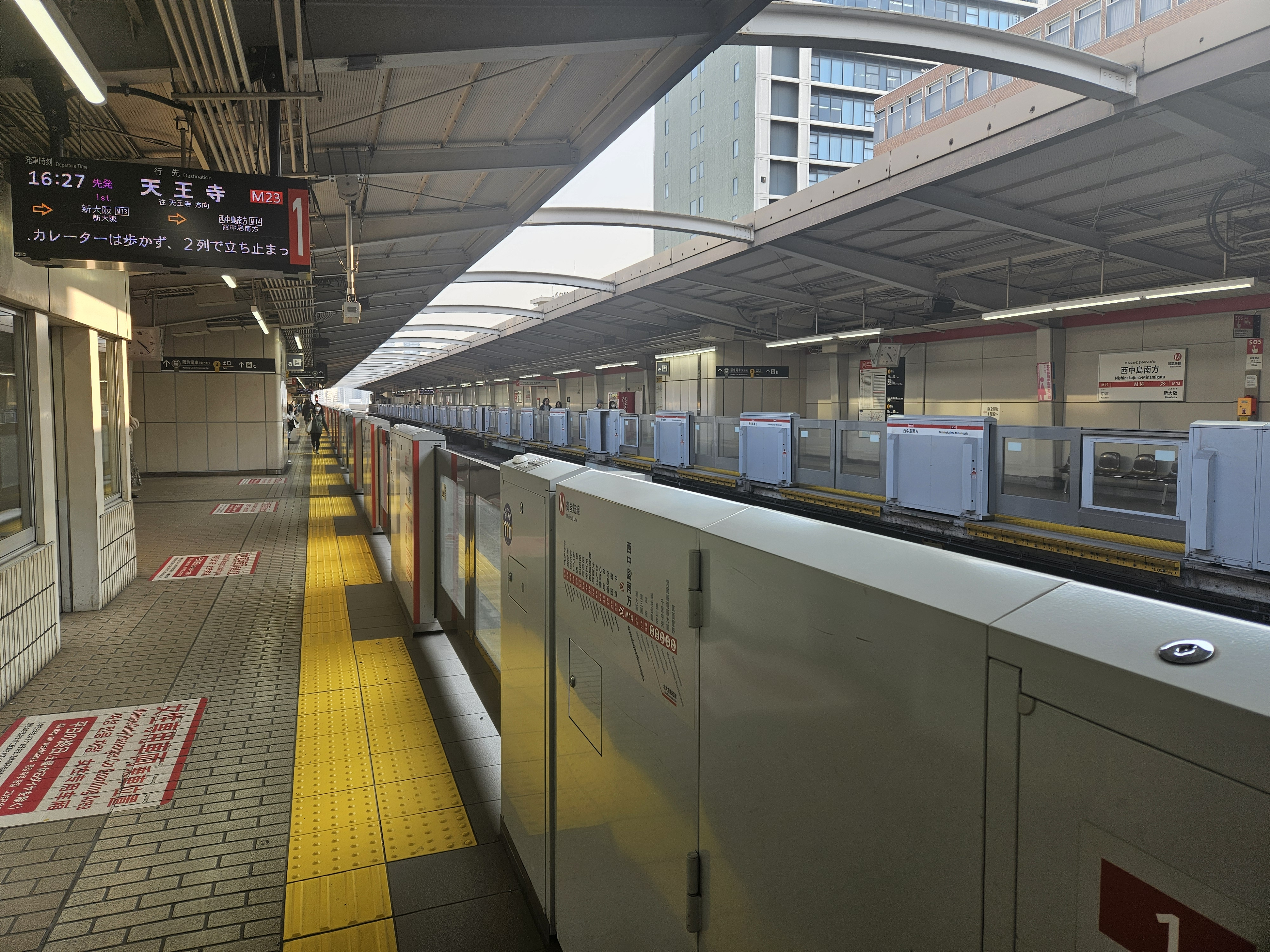
ホーム柵設置後のホーム（2025年3月）
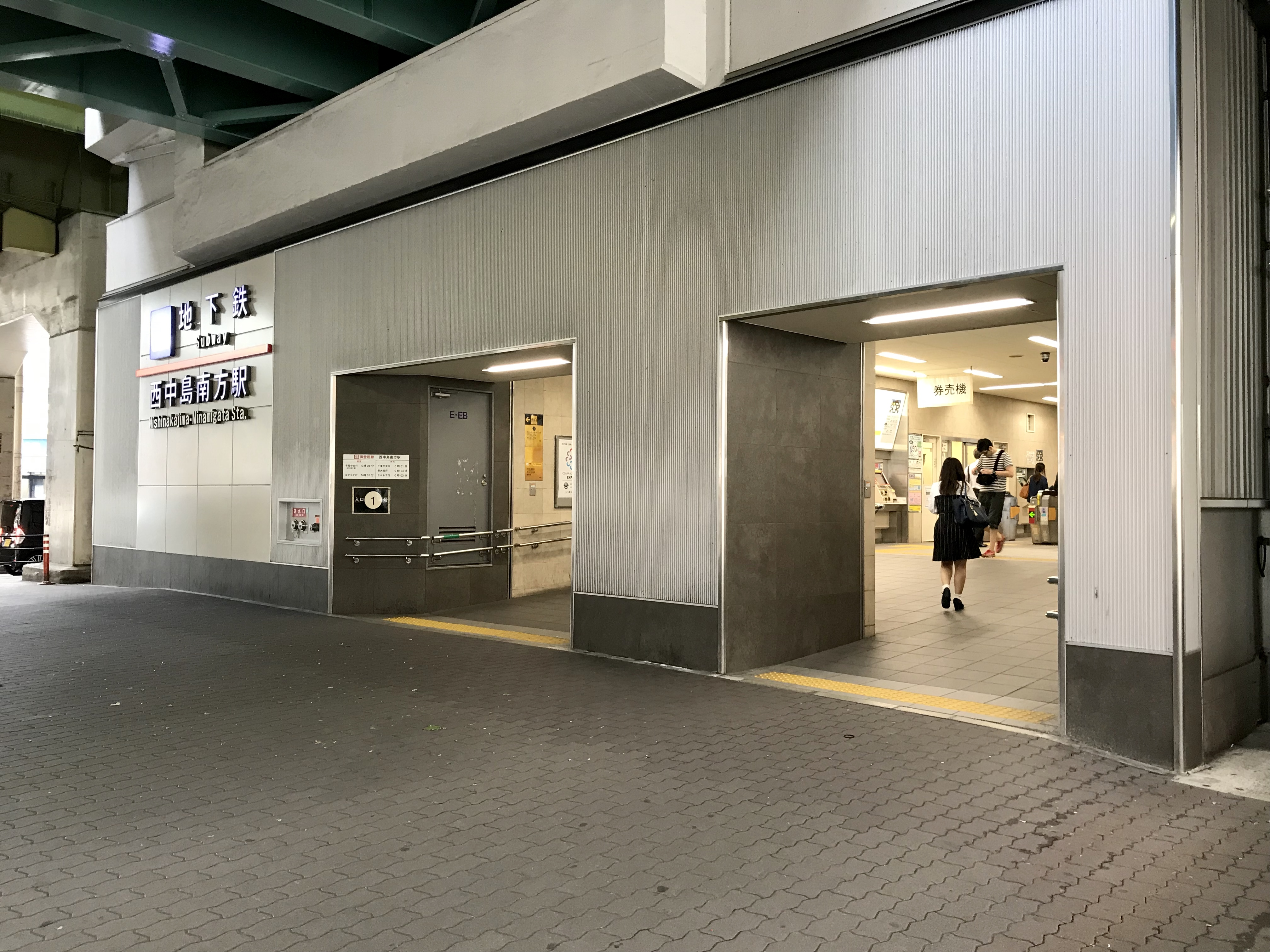
リニューアル後の北口（2018年10月）
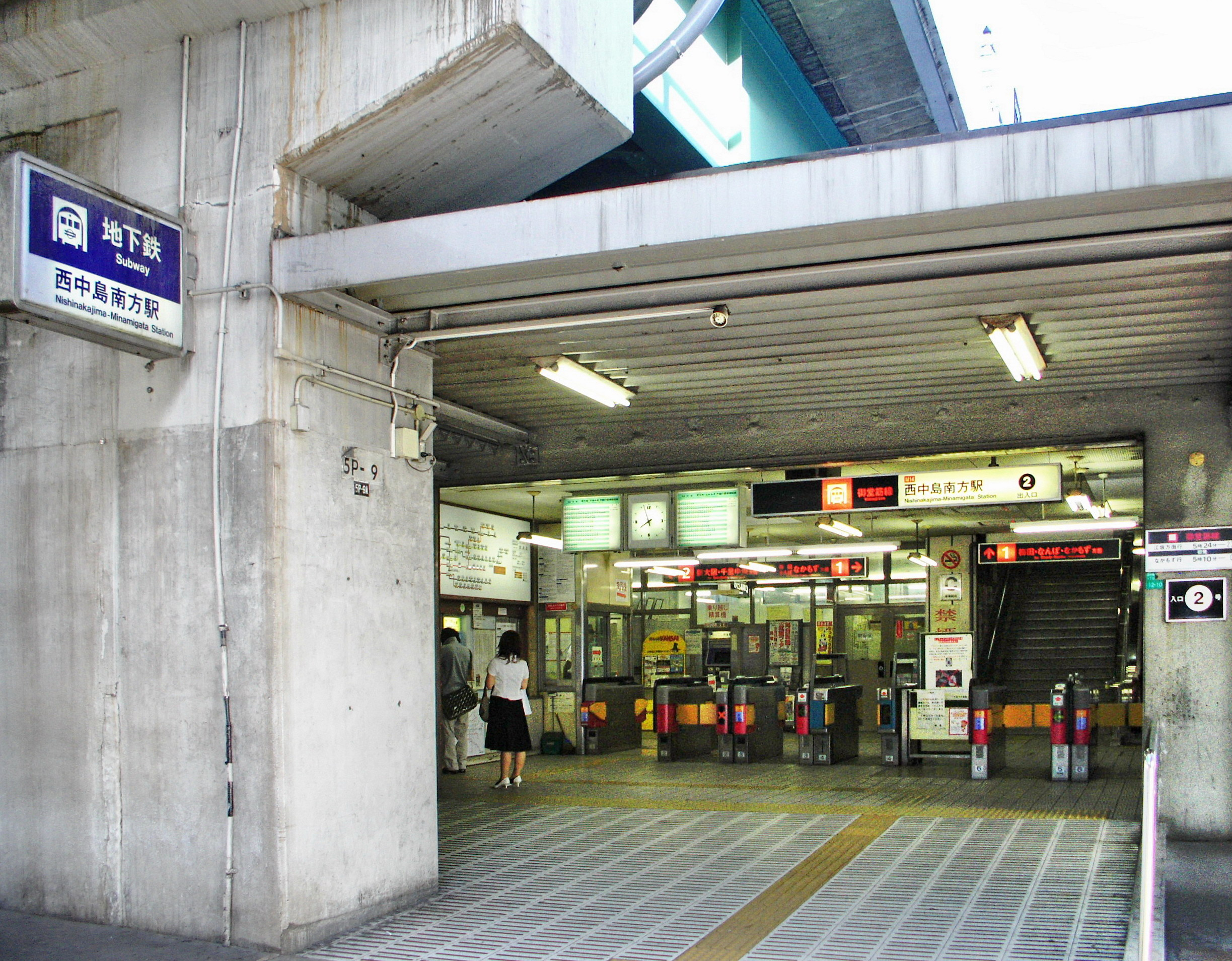
リニューアル前の南改札口（2007年9月）

### 出口
| 出口番号 | 出口周辺                                              | 接続改札 | 備考 |
| -------- | ----------------------------------------------------- | -------- | ---- |
| 1        | シティバスのりば                                      | 北改札   |      |
| 2        | 阪急線南方駅 日本年金機構淀川年金事務所・東淀川税務署 | 南改札   |      |

## 利用状況
2024年11月12日の1日乗降人員は63,530人（乗車人員：32,317人、降車人員：31,213人）であり、御堂筋線の駅では20駅中10位（他線と合算しない単独駅では第6位）。
各年度の特定日利用状況は下表のとおり。なお1969・1995年度の記録については、それぞれ1970・1996年に行われた調査であるが会計年度上1969・1995年度となる。
| 年度               | 調査日   | 乗車人員 | 降車人員 | 乗降人員 | 出典          | 出典          |
| 年度               | 調査日   | 乗車人員 | 降車人員 | 乗降人員 | メトロ        | 大阪府        |
| ------------------ | -------- | -------- | -------- | -------- | ------------- | ------------- |
| 1966年（昭和41年） | 11月08日 | 17,115   | 11,462   | 28,577   |               | [ 大阪府 1 ]  |
| 1967年（昭和42年） | 11月14日 | 16,578   | 11,016   | 27,594   |               | [ 大阪府 2 ]  |
| 1968年（昭和43年） | 11月12日 | 17,033   | 11,095   | 28,128   |               | [ 大阪府 3 ]  |
| 1969年（昭和44年） | 01月27日 | 12,481   | 8,882    | 21,363   |               | [ 大阪府 4 ]  |
| 1970年（昭和45年） | 11月06日 | 13,298   | 10,634   | 23,932   |               | [ 大阪府 5 ]  |
| 1972年（昭和47年） | 11月14日 | 13,879   | 11,939   | 25,818   |               | [ 大阪府 6 ]  |
| 1975年（昭和50年） | 11月07日 | 19,210   | 16,651   | 35,861   |               | [ 大阪府 7 ]  |
| 1977年（昭和52年） | 11月18日 | 21,772   | 18,989   | 40,761   |               | [ 大阪府 8 ]  |
| 1981年（昭和56年） | 11月10日 | 25,664   | 23,441   | 49,105   |               | [ 大阪府 9 ]  |
| 1985年（昭和60年） | 11月12日 | 27,590   | 25,544   | 53,134   |               | [ 大阪府 10 ] |
| 1987年（昭和62年） | 11月10日 | 31,665   | 29,169   | 60,834   |               | [ 大阪府 11 ] |
| 1990年（平成02年） | 11月06日 | 32,850   | 30,061   | 62,911   |               | [ 大阪府 12 ] |
| 1995年（平成07年） | 02月15日 | 32,644   | 29,749   | 62,393   |               | [ 大阪府 13 ] |
| 1998年（平成10年） | 11月10日 | 29,886   | 28,011   | 57,897   |               | [ 大阪府 14 ] |
| 2007年（平成19年） | 11月13日 | 29,899   | 28,358   | 58,257   |               | [ 大阪府 15 ] |
| 2008年（平成20年） | 11月11日 | 29,863   | 28,251   | 58,114   |               | [ 大阪府 16 ] |
| 2009年（平成21年） | 11月10日 | 29,542   | 28,042   | 57,584   |               | [ 大阪府 17 ] |
| 2010年（平成22年） | 11月09日 | 28,745   | 27,325   | 56,070   |               | [ 大阪府 18 ] |
| 2011年（平成23年） | 11月08日 | 29,291   | 28,011   | 57,302   |               | [ 大阪府 19 ] |
| 2012年（平成24年） | 11月13日 | 29,333   | 28,252   | 57,585   |               | [ 大阪府 20 ] |
| 2013年（平成25年） | 11月19日 | 29,956   | 28,889   | 58,845   | [ メトロ 1 ]  | [ 大阪府 21 ] |
| 2014年（平成26年） | 11月11日 | 30,243   | 29,442   | 59,685   | [ メトロ 2 ]  | [ 大阪府 22 ] |
| 2015年（平成27年） | 11月17日 | 31,437   | 30,708   | 62,145   | [ メトロ 3 ]  | [ 大阪府 23 ] |
| 2016年（平成28年） | 11月08日 | 32,050   | 31,006   | 63,056   | [ メトロ 4 ]  | [ 大阪府 24 ] |
| 2017年（平成29年） | 11月14日 | 33,231   | 31,827   | 65,058   | [ メトロ 5 ]  | [ 大阪府 25 ] |
| 2018年（平成30年） | 11月13日 | 33,553   | 32,306   | 65,859   | [ メトロ 6 ]  | [ 大阪府 26 ] |
| 2019年（令和元年） | 11月12日 | 33,925   | 32,769   | 66,694   | [ メトロ 7 ]  | [ 大阪府 27 ] |
| 2020年（令和02年） | 11月10日 | 28,387   | 27,591   | 55,978   | [ メトロ 8 ]  | [ 大阪府 28 ] |
| 2021年（令和03年） | 11月16日 | 27,928   | 27,258   | 55,186   | [ メトロ 9 ]  | [ 大阪府 29 ] |
| 2022年（令和04年） | 11月15日 | 28,770   | 27,932   | 56,702   | [ メトロ 10 ] | [ 大阪府 30 ] |
| 2023年（令和05年） | 11月07日 | 30,453   | 29,509   | 59,962   | [ メトロ 11 ] | [ 大阪府 31 ] |
| 2024年（令和06年） | 11月12日 | 32,317   | 31,213   | 63,530   | [ メトロ 12 ] |               |

## 駅周辺

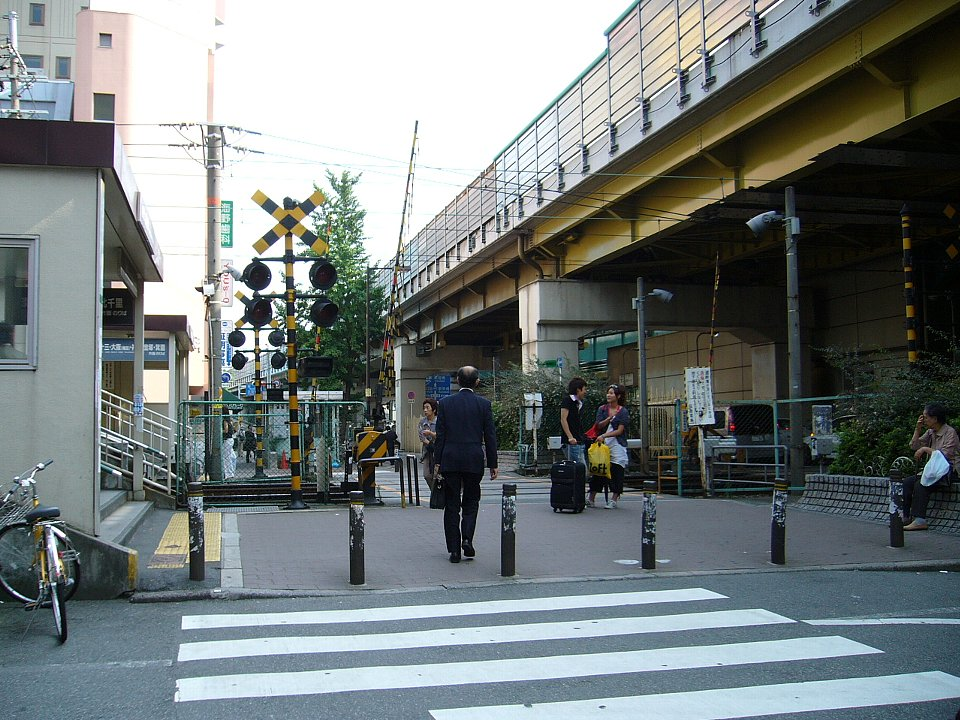
阪急南方駅（左手）付近から、西中島南方駅南口（高架下）を望む

駅周辺は北に隣接する新大阪駅から市街地が連坦しており、オフィスビル、ホテル、マンションのオフィス街や、居酒屋・風俗店などの歓楽街が入り混じっているため、昼夜人通りが絶えることがない。
- 日清食品ホールディングス 本店・大阪本社
  - 日清食品 大阪本社
- キーエンス 新大阪ビル
- 類塾本部 類グループ本社
- 公文教育会館
- 大原簿記専門学校
- 大阪医療秘書福祉専門学校
- 東淀川税務署
- 西中島南方駅前郵便局
- 淀川西中島郵便局
- 淀川木川東郵便局
- りそな銀行新大阪駅前支店
- グルメシティ南方店
- ホテルコンソルト
- ホテルオークス新大阪
- 新大阪サニーストンホテル
- ホテルCity Villa R
- 正福寺
- 淀川通
- 国道423号（新御堂筋）

## バス路線
駅南側（淀川通）に地下鉄西中島南方停留所、駅北側に西中島停留所および西中島五丁目停留所があり、大阪シティバスにより運行される以下の路線が発着する。
地下鉄西中島南方
- 93号系統：大阪駅前/井高野車庫前

西中島 / 西中島五丁目
- 41号系統：榎木橋/大阪駅前

## 隣の駅
大阪市高速電気軌道 (Osaka Metro)
 御堂筋線
新大阪駅 (M13) - 西中島南方駅 (M14) - 中津駅 (M15)
- ( ) 内は駅番号を示す。

### 記事本文

### 利用状況
1. ↑  路線別駅別乗降人員 - 大阪市高速電気軌道
2. ↑  大阪府統計年鑑 - 大阪府
3. ↑  大阪市統計書 - 大阪市

#### 大阪市高速電気軌道
1. ↑  路線別乗降人員 （2013年11月19日（火）交通調査） (PDF)
2. ↑  路線別乗降人員 （2014年11月11日（火）交通調査） (PDF)
3. ↑  路線別乗降人員 （2015年11月17日（火）交通調査） (PDF)
4. ↑  路線別乗降人員 （2016年11月8日（火）交通調査） (PDF)
5. ↑  路線別乗降人員 （2017年11月14日（火）交通調査） (PDF)
6. ↑  路線別乗降人員 （2018年11月13日（火）交通調査） (PDF)
7. ↑  路線別乗降人員 （2019年11月12日（火）交通調査） (PDF)
8. ↑  路線別乗降人員 （2020年11月10日（火）交通調査） (PDF)
9. ↑  路線別乗降人員 （2021年11月16日（火）交通調査） (PDF)
10. ↑  路線別乗降人員 （2022年11月15日（火）交通調査） (PDF)
11. ↑  路線別乗降人員 （2023年11月7日（火）交通調査） (PDF)
12. ↑  路線別乗降人員 （2024年11月12日（火）交通調査） (PDF)

#### 大阪府統計年鑑
1. ↑  大阪府統計年鑑（昭和42年） (PDF)
2. ↑  大阪府統計年鑑（昭和43年） (PDF)
3. ↑  大阪府統計年鑑（昭和44年） (PDF)
4. ↑  大阪府統計年鑑（昭和45年） (PDF)
5. ↑  大阪府統計年鑑（昭和46年） (PDF)
6. ↑  大阪府統計年鑑（昭和48年） (PDF)
7. ↑  大阪府統計年鑑（昭和51年） (PDF)
8. ↑  大阪府統計年鑑（昭和53年） (PDF)
9. ↑  大阪府統計年鑑（昭和57年） (PDF)
10. ↑  大阪府統計年鑑（昭和61年） (PDF)
11. ↑  大阪府統計年鑑（昭和63年） (PDF)
12. ↑  大阪府統計年鑑（平成3年） (PDF)
13. ↑  大阪府統計年鑑（平成8年） (PDF)
14. ↑  大阪府統計年鑑（平成11年） (PDF)
15. ↑  大阪府統計年鑑（平成20年） (PDF)
16. ↑  大阪府統計年鑑（平成21年） (PDF)
17. ↑  大阪府統計年鑑（平成22年） (PDF)
18. ↑  大阪府統計年鑑（平成23年） (PDF)
19. ↑  大阪府統計年鑑（平成24年） (PDF)
20. ↑  大阪府統計年鑑（平成25年） (PDF)
21. ↑  大阪府統計年鑑（平成26年） (PDF)
22. ↑  大阪府統計年鑑（平成27年） (PDF)
23. ↑  大阪府統計年鑑（平成28年） (PDF)
24. ↑  大阪府統計年鑑（平成29年） (PDF)
25. ↑  大阪府統計年鑑（平成30年） (PDF)
26. ↑  大阪府統計年鑑（令和元年） (PDF)
27. ↑  大阪府統計年鑑（令和2年） (PDF)
28. ↑  大阪府統計年鑑（令和3年） (PDF)
29. ↑  大阪府統計年鑑（令和4年） (PDF)
30. ↑  大阪府統計年鑑（令和5年） (PDF)
31. ↑  大阪府統計年鑑（令和6年） (PDF)